# بخش کارلایل (شهرستان لوراین، اوهایو)
بخش کارلایل (به انگلیسی: Carlisle Township) یک منطقهٔ مسکونی در ایالات متحده آمریکا است که در شهرستان لورین، اوهایو واقع شده‌است.
 بخش کارلایل ۶۲٫۵۹ کیلومتر مربع مساحت و ۷٬۵۰۰ نفر جمعیت دارد و ۲۳۱ متر بالاتر از سطح دریا واقع شده‌است.